# Pt47
Паровоз Pt47 — польский паровоз типа 1-4-1. Был создан на базе паровоза Pt31 в пользу улучшения и доработок Pt31. Паровоз производился с 1948 по 1951 годах. В Польше производился на заводах Fablok и Cegielski. Всего было произведено около 180 паровозов этого типа. Паровоз тяжёлый, но при этом сберёг свою высокую скорость благодаря умело сделанной польскими конструкторами базе паровоза. Его конструкционная скорость составляла около 110 км/ч. Ширина колеи для паровоза составляла 1435 мм. Служебный вес паровоза — 104,2 тонны. Осевая формула паровоза построена по схеме 1-4-1.